# هیروکو ساتو
هیروکو ساتو (انگلیسی: Hiroko Sato) هنرپیشه زن ژاپنی است که در سال ۱۹۸۵ میلادی به دنیا آمد و در فیلم‌های گوناگونی ایفای نقش کرده‌است.